# Głębowiec (Dolina Chochołowska)

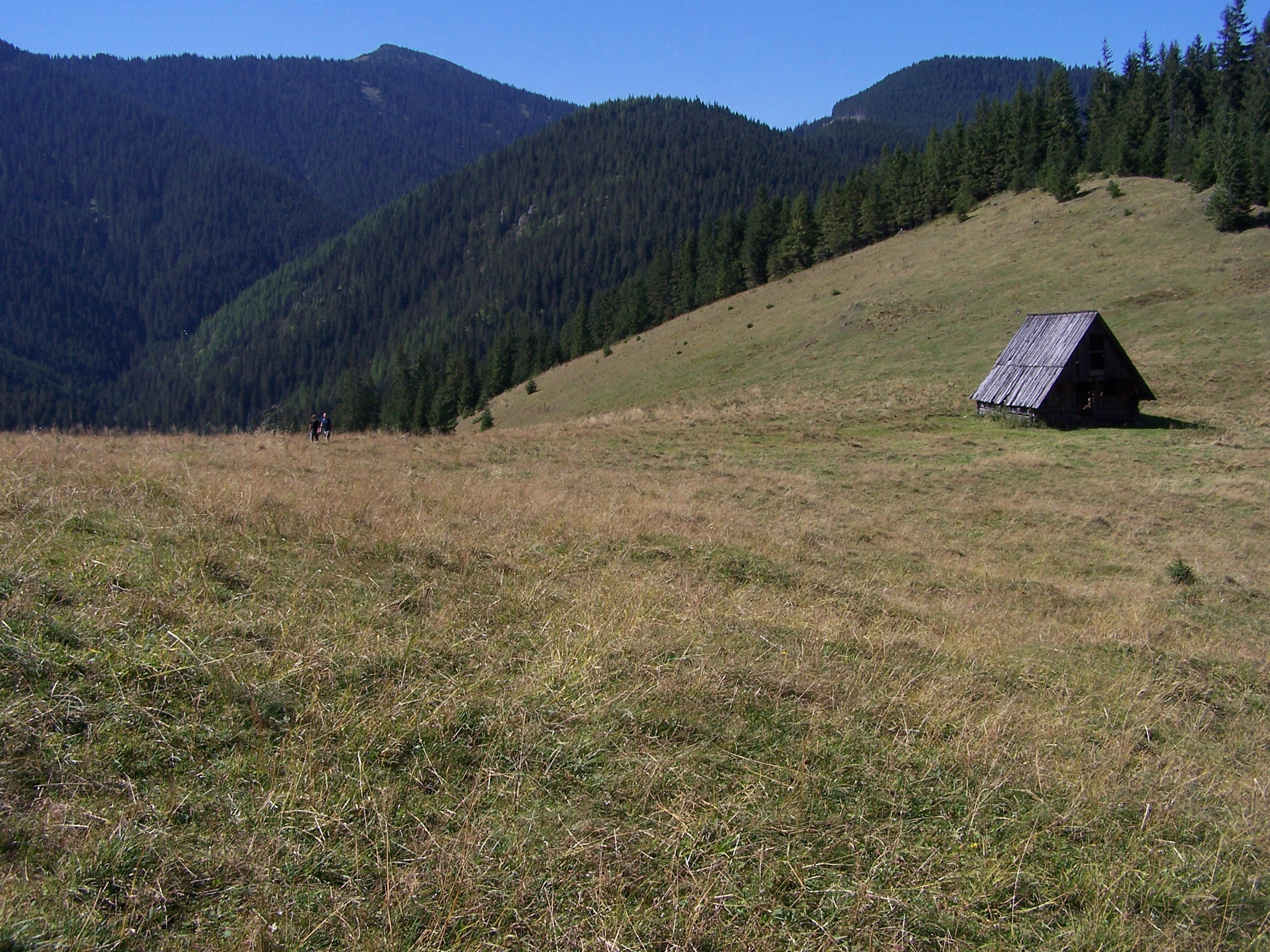
Alm Polana Jamy

Die eiszeitlich durch Gletscher geformte Głębowiec ist ein Tal in der polnischen Westtatra in der Woiwodschaft Kleinpolen. Es befindet sich auf dem Gemeindegebiet von Kościelisko im Powiat Tatrzański.

## Geographie
Das Tal ist ein  Seitental des Haupttals Dolina Chochołowska. Es befindet sich im Massiv des Trzydniowiański Wierch.
Durch das Tal fließt der Gebirgsbach Głęboka Woda, der zahlreiche Wasserfälle bildet.

## Etymologie
Der Name lässt sich übersetzen als „Tiefes Tal“. 

## Flora und Fauna
Das Tal liegt unterhalb der Baumgrenze und wird von Nadelwald bewachsen. Das Tal ist Rückzugsgebiet für zahlreiche Säugetiere und Vogelarten.

## Klima
Im Tal herrscht Hochgebirgsklima.

## Almwirtschaft
Vor der Errichtung des Tatra-Nationalparks im Jahr 1954 wurde das Tal für die Almwirtschaft genutzt. Die Almen im Tal waren die größten in der Tatra. Danach wurden die Eigentümer der Almen enteignet bzw. zum Verkauf gezwungen.  Das Tal gehörte zur Alm Hala Jaworzyna pod Furkaską.